# كيث كولين (غطاس)
كيث كولين (بالإنجليزية: Keith Collin) هو غطاس بريطاني، ولد في 18 يناير 1937 في لندن في المملكة المتحدة، وتوفي في 1 مارس 1991 في هونسلو ‏ في المملكة المتحدة.

## وصلات خارجية
- كيث كولين على موقع الاتحاد الدولي للسباحة (الإنجليزية)
- كيث كولين على موقع أوليمبيديا (الإنجليزية)